# Giải vô địch bóng đá thế giới 2010 (Bảng G)
Dưới đây là thông tin chi tiết về các trận đấu trong khuôn khổ bảng G - Giải vô địch bóng đá thế giới 2010, là một trong tám bảng đấu thuộc World Cup 2010. Trận đầu tiên của bảng diễn ra vào ngày 15 tháng 6 năm 2010, và hai trận đấu cuối cùng được đá vào ngày 25 tháng 6. Bảng đấu quy tụ bốn đội tuyển Brasil, CHDCND Triều Tiên, Bờ Biển Ngà và Bồ Đào Nha. Bảng này cùng với bảng D được gọi là các "bảng tử thần".
Brasil và Bồ Đào Nha đã từng cùng bảng tại Giải bóng đá vô địch thế giới 1966.
Đội đầu bảng này sẽ gặp đội nhì bảng H, và đội nhì bảng này sẽ gặp đội đứng đầu bảng H.
| Đội               | Pld | W | D | L | GF | GA | GD  | Pts |
| ----------------- | --- | - | - | - | -- | -- | --- | --- |
| Brasil            | 3   | 2 | 1 | 0 | 5  | 2  | +3  | 7   |
| Bồ Đào Nha        | 3   | 1 | 2 | 0 | 7  | 0  | +7  | 5   |
| Bờ Biển Ngà       | 3   | 1 | 1 | 1 | 4  | 3  | +1  | 4   |
| CHDCND Triều Tiên | 3   | 0 | 0 | 3 | 1  | 12 | −11 | 0   |

## Bờ Biển Ngà v Bồ Đào Nha
| Bờ Biển Ngà | 0–0      | Bồ Đào Nha |
| ----------- | -------- | ---------- |
|             | Chi tiết |            |

| Bờ Biển Ngà | Bồ Đào Nha |

| GK                      | 1  | Boubacar Barry |     |     |
| RB                      | 20 | Guy Demel      | 21' |     |
| CB                      | 4  | Kolo Touré (c) |     |     |
| CB                      | 5  | Didier Zokora  | 7'  |     |
| LB                      | 17 | Siaka Tiéné    |     |     |
| DM                      | 19 | Yaya Touré     |     |     |
| CM                      | 21 | Emmanuel Eboué |     | 88' |
| CM                      | 9  | Cheick Tioté   |     |     |
| RW                      | 10 | Gervinho       |     | 82' |
| LW                      | 8  | Salomon Kalou  |     | 65' |
| CF                      | 15 | Aruna Dindane  |     |     |
| Vào thay người:         |    |                |     |     |
| FW                      | 11 | Didier Drogba  |     | 65' |
| MF                      | 18 | Kader Keïta    |     | 82' |
| MF                      | 13 | Romaric        |     | 88' |
| Huấn luyện viên trưởng: |    |                |     |     |
| Sven-Göran Eriksson     |    |                |     |     |

| GK                      | 1  | Eduardo               |     |     |
| RB                      | 3  | Paulo Ferreira        |     |     |
| CB                      | 2  | Bruno Alves           |     |     |
| CB                      | 6  | Ricardo Carvalho      |     |     |
| LB                      | 23 | Fábio Coentrão        |     |     |
| DM                      | 8  | Pedro Mendes          |     |     |
| CM                      | 16 | Raul Meireles         |     | 85' |
| CM                      | 20 | Deco                  |     | 62' |
| RW                      | 7  | Cristiano Ronaldo (c) | 21' |     |
| LW                      | 10 | Danny                 |     | 55' |
| CF                      | 9  | Liédson               |     |     |
| Vào thay người:         |    |                       |     |     |
| FW                      | 11 | Simão Sabrosa         |     | 55' |
| MF                      | 19 | Tiago                 |     | 62' |
| MF                      | 17 | Ruben Amorim          |     | 85' |
| Huấn luyện viên trưởng: |    |                       |     |     |
| Carlos Queiroz          |    |                       |     |     |

| Cầu thủ xuất sắc nhất trận: Cristiano Ronaldo (Bồ Đào Nha) Trợ lý trọng tài: Pablo Fandino (Uruguay) Mauricio Espinosa (Uruguay) Trọng tài bàn: Martín Vázquez (Uruguay) |

## Brasil v CHDCND Triều Tiên
| Brasil                 | 2–1      | CHDCND Triều Tiên |
| ---------------------- | -------- | ----------------- |
| Maicon 55' · Elano 72' | Chi tiết | Ji Yun-Nam 89'    |

| Brasil | CHDCND Triều Tiên |

| GK                      | 1  | Júlio César    |     |     |
| RB                      | 2  | Maicon         |     |     |
| CB                      | 3  | Lúcio (c)      |     |     |
| CB                      | 4  | Juan           |     |     |
| LB                      | 6  | Michel Bastos  |     |     |
| DM                      | 8  | Gilberto Silva |     |     |
| CM                      | 7  | Elano          |     | 73' |
| CM                      | 5  | Felipe Melo    |     | 84' |
| AM                      | 10 | Kaká           |     | 78' |
| SS                      | 11 | Robinho        |     |     |
| CF                      | 9  | Luís Fabiano   |     |     |
| Vào thay người:         |    |                |     |     |
| DF                      | 13 | Daniel Alves   |     | 73' |
| FW                      | 21 | Nilmar         |     | 78' |
| MF                      | 18 | Ramires        | 88' | 84' |
| Huấn luyện viên trưởng: |    |                |     |     |
| Dunga                   |    |                |     |     |

| GK                      | 1  | Ri Myong-Guk     |  |     |
| RB                      | 2  | Cha Jong-Hyok    |  |     |
| CB                      | 13 | Pak Chol-Jin     |  |     |
| CB                      | 4  | Pak Nam-Chol     |  |     |
| LB                      | 5  | Ri Kwang-Chon    |  |     |
| DM                      | 3  | Ri Jun-Il        |  |     |
| RM                      | 11 | Mun In-Guk       |  | 80' |
| LM                      | 8  | Ji Yun-Nam       |  |     |
| AM                      | 10 | Hong Yong-Jo (c) |  |     |
| AM                      | 17 | Ahn Young-Hak    |  |     |
| CF                      | 9  | Jong Tae-Se      |  |     |
| Vào thay người:         |    |                  |  |     |
| FW                      | 6  | Kim Kum-Il       |  | 80' |
| Huấn luyện viên trưởng: |    |                  |  |     |
| Kim Jong-Hun            |    |                  |  |     |

| Cầu thủ xuất sắc nhất trận: Maicon (Brasil) Trợ lý trọng tài: Gábor Erős (Hungary) Tibor Vámos (Hungary) Trọng tài bàn: Subkhiddin Mohd Salleh (Malaysia) |

## Brasil v Bờ Biển Ngà
| Brasil                            | 3–1      | Bờ Biển Ngà |
| --------------------------------- | -------- | ----------- |
| Luís Fabiano 25', 50' · Elano 62' | Chi tiết | Drogba 79'  |

| Brasil | Bờ Biển Ngà |

| GK                      | 1  | Júlio César    |         |       |
| RB                      | 2  | Maicon         |         |       |
| CB                      | 3  | Lúcio (c)      |         |       |
| CB                      | 4  | Juan           |         |       |
| LB                      | 6  | Michel Bastos  |         |       |
| DM                      | 8  | Gilberto Silva |         |       |
| CM                      | 7  | Elano          |         | 67'   |
| CM                      | 5  | Felipe Melo    |         |       |
| AM                      | 10 | Kaká           | 85' 88' |       |
| SS                      | 11 | Robinho        |         | 90+3' |
| CF                      | 9  | Luís Fabiano   |         |       |
| Vào thay người:         |    |                |         |       |
| DF                      | 13 | Daniel Alves   |         | 67'   |
| MF                      | 18 | Ramires        |         | 90+3' |
| Huấn luyện viên trưởng: |    |                |         |       |
| Dunga                   |    |                |         |       |

| GK                      | 1  | Boubacar Barry    |     |     |
| RB                      | 20 | Guy Demel         |     |     |
| CB                      | 4  | Kolo Touré        |     |     |
| CB                      | 5  | Didier Zokora     |     |     |
| LB                      | 17 | Siaka Tiéné       | 31' |     |
| DM                      | 19 | Yaya Touré        |     |     |
| CM                      | 21 | Emmanuel Eboué    |     | 72' |
| CM                      | 9  | Ismael Tioté      | 86' |     |
| RW                      | 15 | Aruna Dindane     |     | 54' |
| LW                      | 8  | Salomon Kalou     |     | 68' |
| CF                      | 11 | Didier Drogba (c) |     |     |
| Vào thay người:         |    |                   |     |     |
| FW                      | 10 | Gervinho          |     | 54' |
| MF                      | 18 | Kader Keïta       | 75' | 68' |
| MF                      | 13 | Romaric           |     | 72' |
| Huấn luyện viên trưởng: |    |                   |     |     |
| Sven-Göran Eriksson     |    |                   |     |     |

| Cầu thủ xuất sắc nhất trận: Luís Fabiano] (Brasil) Trợ lý trọng tài: Eric Dansault (Pháp) Laurent Ugo (Pháp) Trọng tài bàn: Subkhiddin Mohd Salleh] (Malaysia) |

## Bồ Đào Nha v CHDCND Triều Tiên
| Bồ Đào Nha                                                                          | 7–0      | CHDCND Triều Tiên |
| ----------------------------------------------------------------------------------- | -------- | ----------------- |
| Meireles 29' · Simão 53' · Almeida 56' · Tiago 60', 89' · Liédson 81' · Ronaldo 87' | Chi tiết |                   |

| Bồ Đào Nha | CHDCND Triều Tiên |

| GK                      | 1  | Eduardo               |     |     |
| RB                      | 13 | Miguel                |     |     |
| CB                      | 6  | Ricardo Carvalho      |     |     |
| CB                      | 2  | Bruno Alves           |     |     |
| LB                      | 23 | Fábio Coentrão        |     |     |
| DM                      | 8  | Pedro Mendes          | 38' |     |
| CM                      | 16 | Raul Meireles         |     | 70' |
| RM                      | 19 | Tiago                 |     |     |
| RW                      | 7  | Cristiano Ronaldo (c) |     |     |
| LW                      | 11 | Simão                 |     | 74' |
| CF                      | 18 | Hugo Almeida          | 70' | 77' |
| Vào thay người:         |    |                       |     |     |
| MF                      | 14 | Miguel Veloso         |     | 70' |
| DF                      | 5  | Duda                  |     | 74' |
| FW                      | 9  | Liédson               |     | 77' |
| Huấn luyện viên trưởng: |    |                       |     |     |
| Carlos Queiroz          |    |                       |     |     |

| GK                      | 1  | Ri Myong-Guk     |     |     |
| RB                      | 2  | Cha Jong-Hyok    |     | 75' |
| RCB                     | 13 | Pak Chol-Jin     | 32' |     |
| CB                      | 3  | Ri Jun-Il        |     |     |
| LCB                     | 8  | Ji Yun-Nam       |     |     |
| LB                      | 5  | Ri Kwang-Chon    |     |     |
| DM                      | 17 | An Yong-Hak      |     |     |
| RM                      | 11 | Mun In-Guk       |     | 58' |
| CM                      | 4  | Pak Nam-Chol     |     | 58' |
| LM                      | 10 | Hong Yong-Jo (c) | 47' |     |
| CF                      | 9  | Jong Tae-Se      |     |     |
| Vào thay người:         |    |                  |     |     |
| MF                      | 15 | Kim Yong-Jun     |     | 58' |
| FW                      | 6  | Kim Kum-Il       |     | 58' |
| DF                      | 16 | Nam Song-Chol    |     | 75' |
| Huấn luyện viên trưởng: |    |                  |     |     |
| Kim Jong-Hun            |    |                  |     |     |

| Cầu thủ xuất sắc nhất trận: Cristiano Ronaldo (Bồ Đào Nha) Trợ lý trọng tài: Patricio Basualto (Chile) Francisco Mondria (Chile) Trọng tài bàn: Jerome Damon (Nam Phi) |

## Bồ Đào Nha v Brasil
| Bồ Đào Nha | 0–0      | Brasil |
| ---------- | -------- | ------ |
|            | Chi tiết |        |

| Bồ Đào Nha | Brasil |

| GK                      | 1  | Eduardo               |     |     |
| RB                      | 21 | Ricardo Costa         |     |     |
| CB                      | 6  | Ricardo Carvalho      |     |     |
| CB                      | 2  | Bruno Alves           |     |     |
| LW                      | 23 | Fábio Coentrão        | 45' |     |
| DM                      | 15 | Pepe                  | 40' | 64' |
| CM                      | 19 | Tiago                 | 31' |     |
| CM                      | 16 | Raul Meireles         |     | 84' |
| RW                      | 10 | Danny                 |     |     |
| LB                      | 5  | Duda                  | 25' | 54' |
| CF                      | 7  | Cristiano Ronaldo (c) |     |     |
| Vào thay người:         |    |                       |     |     |
| MF                      | 11 | Simão                 |     | 54' |
| MF                      | 8  | Pedro Mendes          |     | 64' |
| MF                      | 14 | Miguel Veloso         |     | 84' |
| Huấn luyện viên trưởng: |    |                       |     |     |
| Carlos Queiroz          |    |                       |     |     |

| GK                      | 1  | Júlio César    |     |     |
| RB                      | 2  | Maicon         |     |     |
| CB                      | 3  | Lúcio (c)      |     |     |
| CB                      | 4  | Juan           | 25' |     |
| LB                      | 6  | Michel Bastos  |     |     |
| DM                      | 5  | Felipe Melo    | 43' | 44' |
| CM                      | 13 | Daniel Alves   |     |     |
| CM                      | 8  | Gilberto Silva |     |     |
| AM                      | 19 | Júlio Baptista |     | 82' |
| FW                      | 21 | Nilmar         |     |     |
| FW                      | 9  | Luís Fabiano   | 15' | 85' |
| Vào thay người:         |    |                |     |     |
| MF                      | 17 | Josué          |     | 44' |
| MF                      | 18 | Ramires        |     | 82' |
| FW                      | 23 | Grafite        |     | 85' |
| Huấn luyện viên trưởng: |    |                |     |     |
| Dunga                   |    |                |     |     |

| Cầu thủ xuất sắc nhất trận: Eduardo (Bồ Đào Nha) Trợ lý trọng tài: Héctor Vergara (Canada) Marvin Torrentera (México) Trọng tài bàn: Peter O'Leary (New Zealand) |

## CHDCND Triều Tiên v Bờ Biển Ngà
| CHDCND Triều Tiên | 0–3      | Bờ Biển Ngà                            |
| ----------------- | -------- | -------------------------------------- |
|                   | Chi tiết | Y. Touré 14' · Romaric 20' · Kalou 82' |

| CHDCND Triều Tiên | Bờ Biển Ngà |

| GK                      | 1  | Ri Myong-Guk     |  |     |
| RB                      | 2  | Cha Jong-Hyok    |  |     |
| RCB                     | 13 | Pak Chol-Jin     |  |     |
| CB                      | 3  | Ri Jun-Il        |  |     |
| LCB                     | 8  | Ji Yun-Nam       |  |     |
| LB                      | 5  | Ri Kwang-Chon    |  |     |
| CM                      | 4  | Pak Nam-Chol     |  |     |
| CM                      | 17 | An Yong-Hak      |  |     |
| RW                      | 10 | Hong Yong-Jo (c) |  |     |
| LW                      | 11 | Mun In-Guk       |  | 67' |
| CF                      | 9  | Jong Tae-Se      |  |     |
| Vào thay người:         |    |                  |  |     |
| FW                      | 12 | Choe Kum-Chol    |  | 67' |
| Huấn luyện viên trưởng: |    |                  |  |     |
| Kim Jong-Hun            |    |                  |  |     |

| GK                      | 1  | Boubacar Barry    |  |     |
| RB                      | 21 | Emmanuel Eboué    |  |     |
| CB                      | 4  | Kolo Touré        |  |     |
| CB                      | 5  | Didier Zokora     |  |     |
| LB                      | 3  | Arthur Boka       |  |     |
| DM                      | 19 | Yaya Touré        |  |     |
| CM                      | 13 | Romaric           |  | 79' |
| CM                      | 9  | Cheick Tioté      |  |     |
| RW                      | 18 | Kader Keïta       |  | 64' |
| LW                      | 10 | Gervinho          |  | 64' |
| CF                      | 11 | Didier Drogba (c) |  |     |
| Vào thay người:         |    |                   |  |     |
| FW                      | 15 | Aruna Dindane     |  | 64' |
| FW                      | 8  | Salomon Kalou     |  | 64' |
| FW                      | 7  | Seydou Doumbia    |  | 79' |
| Huấn luyện viên trưởng: |    |                   |  |     |
| Sven-Göran Eriksson     |    |                   |  |     |

| Cầu thủ xuất sắc nhất trận: Didier Drogba (Bờ Biển Ngà) Trợ lý trọng tài: Fermín Martínez Ibánez (Tây Ban Nha) Juan Carlos Yuste Jiménez (Tây Ban Nha) Trọng tài bàn: Massimo Busacca (Thụy Sĩ) |